# Rhabdomastix subfasciger
Rhabdomastix subfasciger là một loài ruồi trong họ Limoniidae. Chúng phân bố ở miền Tân bắc.